# Епархия Богора
Епархия Богора (лат. Dioecesis Bogorensis) — епархия Римско-Католической церкви с центром в городе Богор, Индонезия. Епархия Богора входит в митрополию Джакарты. Кафедральным собором епархии Богора является церковь Пресвятой Девы Марии.

## История
9 декабря 1948 года Римский папа Пий XII издал бреве Quo in insula, которой учредил апостольскую префектуру Сукабуми, выделив её из апостольского викариата Батавии (сегодня — Архиепархия Джакарты). Центр апостольской префектуры находился в городе Сукабуми.
В 1957 году город Богор был передан из апостольского викариата Джакарты в апостольскую префектуру Сукабуми.
3 января 1961 года Римский папа Иоанн XXIII издал буллу Quod Christus, которой преобразовал апостольскую префектуру Сукабуми в епархию Богора, при этом кафедра была перемещена из города Сукабуми в Богор.

## Ординарии епархии
- епископ Paternus Nicholas Joannes Cornelius Geise OFM[1](17.12.1948 — 30.01.1975);
- епископ Ignatius Harsono (30.01.1975 — 17.07.1993);
- епископ Cosmas Michael Angkur O.F.M. (10.06.1994 — 21.11.2013);
- епископ Паскалис Бруно Шюкур O.F.M. (21.11.2013 — по настоящее время).

## Источник
- Annuario Pontificio, Libreria Editrice Vaticana, Città del Vaticano, 2003, ISBN 88-209-7422-3
- Булла Quo in insula, AAS 41 (1949), стр. 142 (лат.)
- Булла Quod Christus, AAS 53 (1961), p. 244  (лат.)